# 楯の川酒造
楯の川酒造株式会社（たてのかわしゅぞう）は、山形県酒田市に本社および工場を置く日本酒の蔵元。

## 歴史
1832年（天保3年）に、上杉藩の家臣が庄内を訪れた際、初代・平四郎に良い水があるから酒造りを始めるよう薦め、平四郎が酒母製造業を興したことに始まる。1854年（安政元年）、佐藤家により酒田市（現在地）にて酒造業を開始。1855年（安政2年）、庄内藩藩主の酒井忠発が佐藤家を訪れた際に酒を献上したところ、喜んだ忠発は酒銘を「楯野川」にするよう命じた。「楯」とは城や砦の意味であり、蔵の近くに山楯（山楯城、山楯楯）と呼ばれる城があったことに由来する。
2017年、地域に根付いた古い酒米品種を復活させることを企図し、幻の酒米「亀の尾」の親にあたる庄内地方の在来種酒米「惣兵衛早生」を県農業総合研究センター水田農業試験場（鶴岡市）から譲り受けた、2021年10月、「惣兵衛早生」を使った日本酒を復活させ「Shield（シールド）惣兵衛早生」の商品名で発売。
2022年6月、日本製ウイスキーの輸出が伸びていた中で、繊細な日本酒醸造の技術を活かした庄内産ウイスキーの生産に向け、鳥海山麓の遊佐町吹浦地区に約4,800平方メートルの土地を取得、ウイスキー製造子会社「月光川蒸留所」を設立し山形県で2番目のウイスキー蒸留所となった。2023年9月に蒸留開始、2027年からの出荷を目指している。
2022年6月13日より、原酒のまま低アルコールに仕上げた「楯野川 純米大吟醸 爽流（そうりゅう）」を販売開始。原料米に酒米の「山田錦」を使用している。2017年に「楯野川 純米大吟醸 光明 出羽燦々」を発売したが、高級日本酒の需要の高まりと供給体制の促進などから、2022年10月に、約75日（1,800時間）かけて1 mmまで磨いた精米歩合1%の「出羽燦々」としてリニューアルし、製造数量を増やしたほか価格改定を行った。

## 沿革
- 1832年（天保3年）- 創業
- 1962年（昭和37年）11月22日 - 楯の川酒造株式会社 法人設立
- 2017年（平成29年）- 精米歩合1%の「出羽燦々」販売
- 2021年（令和3年）10月 - 在来種酒米「惣兵衛早生」を使った酒の復活を発表
- 2022年（令和4年）
  - 6月 - ウイスキー製造「月光川蒸留所」を開設
  - 10月 - 精米歩合1%の「出羽燦々」リニューアル販売
- 2023年（令和5年）9月 -「月光川蒸留所」稼働開始
- 2027年（令和9年）- ウイスキー出荷予定

## 直売店
本社の向かいに直売店「楯野川 蔵元SHOP」があり、日本酒、リキュールやグッズ、当店限定商品などを取り扱っている。運営は子会社の株式会社創り酒屋が行っている。
- 所在地 - 山形県酒田市山楯字南山添75-1[8]
- 営業時間 - 10時 - 16時[8]
- 定休日 - 日曜日（臨時休業あり）[8]

### 蔵見学
11月から翌年5月ごろまで、年末年始を除く毎週土曜日の10時より蔵見学を実施している。内容は動画鑑賞・蔵見学・試飲。

## 商品
- 日本酒
  - 「Komyo 光明」- 山田錦精米歩合1%[9]
  - 「SAKERISE サケライズ」[9]
  - 「Extreme エクストリーム」- 純米大吟醸[9]
  - 「MUGA 楯野川無我」- 新鮮さを求めた生酒[9]
  - 「Shield」シリーズ - 惣兵衛早生、亀の尾[9]
  - 「Basic ベーシック」[9]
  - 「Music 音楽」[9]
  - 「涅槃」[9]
- リキュール類
  - 「子宝」- 地産地消のフルーツ＆ヨーグルトリキュール[9]
  - 「ヨー子」- ヨーグルトと日本酒のを掛け合わせ[9]
  - ホームランまっこり[9]
  - 梅酒各種[9]

## 受賞歴
全国新酒鑑評会
- 平成14酒造年度 -「楯の川」金賞受賞[10]
- 平成15酒造年度 -「楯の川」金賞受賞[11]
- 平成17酒造年度 -「楯の川」金賞受賞[12]
- 平成20酒造年度 -「楯の川」金賞受賞[13]

## 子会社・関連会社
- 子会社
  - 奥羽自慢株式会社 - 日本酒・リキュール・ワイン・シードル製造販売[1]
  - 株式会社創り酒屋 - 酒類小売販売、通信販売[1]
  - 月光川蒸留所株式会社 - ウイスキー製造販売[1]
- 関連会社
  - 株式会社庄内米産 - 水稲栽培（酒米・主食用米）[1]